# スーパードリンカー
『スーパードリンカー』（SUPER DRINKER）は、アンプルソフトウェアが1983年にMSXで発売したアクションゲーム。のちにドラゴンクエストシリーズを手掛けることになる山名学が高校生の時にプログラムした。

## 概要
酒好きの主人公が、あちこちに散らばっている酒をかすめて、主人公を追う警察官から逃げまくる。酒を飲むと主人公は移動速度がアップし、酔いが冷めてくる（時間が経つ）につれて移動速度が遅くなる。全20面。